# Croton vauthierianus
Espèce
Croton vauthierianus est une espèce de plantes à fleurs du genre Croton et de la famille des Euphorbiaceae, présente dans les États brésiliens du Minas Gerais et de Bahia.
Elle a pour synonymes :
- Croton pycnotrichus, Müll.Arg., 1865
- Croton pycnotrichus var. angustifolius, Müll.Arg., 1865
- Oxydectes vauthieriana, (Baill.) Kuntze